# Ludwig Schlemmer
Ludwig Schlemmer (* 17. Dezember 1895 in Welschneudorf; † 19. Mai 1967 ebenda) war ein deutscher Politiker (CDU).

## Leben
Nach dem Besuch der Volksschule erlernte Schlemmer das Maurerhandwerk und arbeitete danach in der Landwirtschaft. Im Anschluss an die Teilnahme am Ersten Weltkrieg arbeitete er von 1917 bis 1927 im Erzbergbau und im Hochbau. Von 1927 bis 1934 war er als kaufmännischer Leiter für die Milchwirtschaft der staatlichen Domäne Welschneudorf verantwortlich. 1919 hatte er sich der Gewerkschaft angeschlossen, nach der „Gleichschaltung“ der Gewerkschaften 1934 war er Mitglied der Deutschen Arbeitsfront. Von 1934 bis zu seiner Entlassung als Berginvalide 1945 arbeitete er als Bergmann in Westfalen und in seiner Heimat an der Lahn.
Schlemmer trat 1946 in die CDU ein. Im selben Jahr wurde er Bürgermeister der Gemeinde Welschneudorf und Mitglied im Kreistag des Unterwesterwaldkreises. Am 12. Oktober 1957 zog er im Nachrückverfahren für den ausgeschiedenen Abgeordneten Alois Zimmer in den Rheinland-Pfälzischen Landtag ein, nachdem dieser zuvor in den Deutschen Bundestag gewählt wurde. Bei der Landtagswahl 1959 wurde er über die Landesliste der CDU in den Landtag gewählt, dem er bis 1963 angehörte. In der dritten Wahlperiode war er Mitglied des Kulturpolitischen Ausschusses und in der vierten Wahlperiode (1959–1963) Mitglied des Ausschusses für Sozialpolitik und Fragen der Vertriebenen.

## Auszeichnungen
- Verdienstkreuz 1. Klasse der Bundesrepublik Deutschland